# Gottfried Heinrich Stölzel
Gottfried Heinrich Stölzel (Schwarzenberg, Alemania, 13 de enero de 1690 - Gotha, Alemania, 27 de noviembre de 1749) fue un compositor alemán del Barroco tardío.

## Biografía
Gottfried Heinrich Stölzel nació el 13 de enero de 1690 en el barrio de Grünstädtel de la ciudad sajona de Schwarzenberg, cerca de los Montes Metalíferos. Desde 1707 fue estudiante de teología en Leipzig y alumno del director de la Neukirche, Melchior Hoffman. Estudió, trabajó y compuso en Breslavia y Halle. En 1713 se trasladó durante dieciocho meses a Italia para familiarizarse con las últimas tendencias musicales. Durante dicha estancia, conoció a Antonio Vivaldi en Venecia. Después de trabajar tres años en Praga, se convirtió en maestro de capilla (Kapellmeister) en Bayreuth y Gera. En 1719 contrajo matrimonio y al año siguiente fue designado a Gotha, donde ya había trabajado hasta la muerte de los duques de Sajonia-Gotha-Altenburgo Frederick II y Frederick III, componiendo una cantata cada semana.
A partir de 1730, también realizó composiciones para la ciudad de Sondershausen. Stölzel realizó numerosas piezas festivas y arias para interpretarlas en la corte. El archivo de Schloss Sondershausen conserva muchos de estos manuscritos encontrados dentro de una caja detrás del órgano en 1870. El inmediato sucesor de Stölzel en la corte de Gotha fue Jiří Antonín Benda y tenía la mayor parte de los manuscritos de este en el ático del castillo. Los agujeros del tejado expusieron los manuscritos a la lluvia y las ratas también masticaron y comieron el papel. Treinta años después, cuando alguien se interesó por esa música y fue al ático, sólo encontró unos pocos fragmentos intactos. De las 80 suites orquestales compuestas por Stölzel no se conserva ninguna. De hecho, de lo que tuvo que haber sido cientos de composiciones, sólo 12 pedazos se conservan en Gotha.
Stölzel disfrutó de una gran reputación a lo largo de su vida: Lorenz Christoph Mizler lo catalogó tan grande como a Johann Sebastian Bach. Johann Mattheson lo situó entre "los maestros de música equilibrados, cultos y grandes" de su siglo. Stölzel era un estilista alemán consumado que escribió muchos de los textos poéticos para sus propias composiciones vocales. Los estudiantes que comienzan sus estudios de piano suelen hacerlo con algunas piezas compuestas por él, como las que se incluyen en "Pequeño libro de Anna Magdalena Bach".

## Obras
Sus obras más importantes son: cuatro conciertos grossi, numerosas sinfonías y un concierto para oboe d'amore. Sus cuatro óperas: Narcissus, Valeria, Artemisia y Orion no han sobrevivido y oratorios como la Pasión Brockes (1725) y Oratorio de Navidad sí se han conservado. Doce ciclos anuales completos de cantatas así como otras quinientas de textos seculares se han conservado por completo. Maurice André interpretó el Concierto en Re para trompeta, cuerdas y continuo.
Su Abhandlung vom Recitativ (El arte del recitativo) escrito alrededor de 1739, permaneció inédito hasta 1962 y fue una de las obras conservadas por Benda.